# Gare de Fukaya
La gare de Fukaya (深谷駅, Fukaya-eki) est une gare ferroviaire de la ville de Fukaya, dans la préfecture de Saitama au Japon. Elle est exploitée par la JR East.

## Situation ferroviaire
La gare est située au point kilométrique (PK) 45,8 de la ligne Takasaki.

## Histoire
La gare a été inaugurée le 21 octobre 1883. Le bâtiment voyageurs actuel, dont le style rappelle celui de la gare de Tokyo, date de 1996.

## Service des voyageurs

### Accueil
La gare dispose d'un bâtiment voyageurs, avec guichets, ouvert tous les jours.

### Desserte

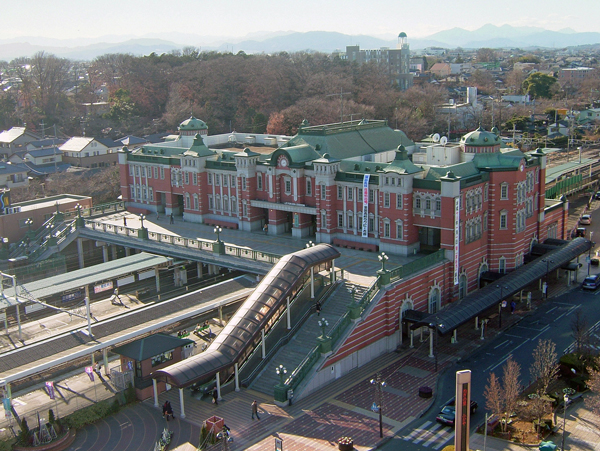
Vue générale de la gare.

#### JR East
- Ligne Takasaki :
  - voie 1 : direction Kumagaya, Ōmiya, Tokyo et Yokohama
  - voies 2 et 3 : direction Takasaki
- Ligne Shōnan-Shinjuku :
  - voie 1 : direction Ōmiya, Shinjuku et Yokohama